# Karl Josef Napoleon Balling

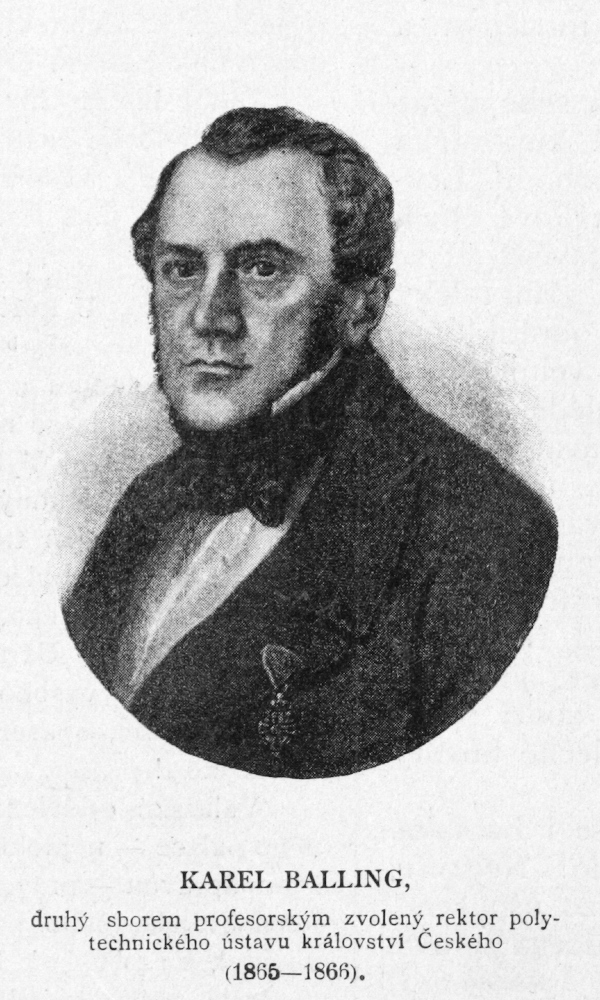

Karl Josef Napoleon Balling (auch Karel oder Carl Joseph Napoleon Balling) (* 21. April 1805 in Gabrielahütten, Nordböhmen; † 17. März 1868 in Prag) war ein böhmischer Chemiker und Fachmann für Hüttenwesen. Er war 1866 bis 1868 Rektor des Polytechnikums in Prag.

## Leben
Karl Balling war das dritte Kind von Michael und Anne Balling. Als Absolvent des Gymnasiums in Pilsen studierte Karl Josef Napoleon Balling von 1820 bis 1823 am Polytechnikum in Prag Chemie und setzte anschließend das Studium an der Karls-Universität Prag fort mit einem Praktikum im Hüttenwerk Zbirow bei Pilsen in Böhmen unter seinem Vater. Karl Josef Napoleon Balling wurde Assistent für Chemie am Polytechnikum in Prag und 1833 nach dem Tod von Prof. Steinmann dessen Nachfolger am dortigen Lehrstuhl für Chemie mit Vorlesungen über die Zuckerfabrikation, Gärungschemie und Metallurgie. Am 16. Juli 1835 wurde er zum Professor für Allgemeine Chemie und Technische Chemie berufen. 1866 wurde er Rektor des Polytechnikums in Prag.

## Stammbaum
Ballings Sohn Karl Albert Max Balling (1835–1896) war Professor für Chemie, Probierwesen und Metallhüttenkunde an der Bergakademie Příbram in Böhmen.
Karl Josef Napoleon Ballings älteren Bruder Friedrich Balling (1803–1859) war Zentraldirektor eisenverarbeitender Industrien in Krumau. Ihr Vater Michael Balling (1776–1848), stammte aus Franken. Er war seinerseits Sohn des Johann Kaspar Balling, geboren am 12. August 1737 in Würzburg, verstorben am 17. September 1805 als Ingenieur und Landvermesser in Würzburg. Er war der Sohn des Schreinermeister und Restaurateur Johann Kaspar Balling, geboren am 12. August 1705 in Selz an der Saale, verstorben am 8. Dezember 1768 in Würzburg, welcher den Johann Christoph Balling, (* 1680, † 4. August 1748 in Selz) zum Vater hatte.

## Wirken
Balling war einer der Begründer der wissenschaftlichen Gärungschemie und Förderer der Entwicklung der Zuckerindustrie in Böhmen. Er erfand 1843 das nach ihm benannte Balling-Saccharimeter, eine Dichtespindel zur Bestimmung der Konzentration von wässerigen Zuckerlösungen. Dieses Saccharimeter führte er auch in der Brauereiindustrie ein und begründete ebenfalls im Jahr 1843 die sog. Attenuationlehre oder Saccharometrische Bierprobe, die einen mathematischen Zusammenhang zwischen dem Alkoholgehalt, dem wirklichen Extraktgehalt und der Konzentration der Stammwürze des Bieres herstellt. 1849 bis 1861 war er tätig als Geschäftsführer der Gewerbegenossenschaft in Prag, Ausschussmitglied der k. k. patriotisch-ökonomischen Gesellschaft, Mitglied der statistischen Handelskommission in Böhmen und der Medizinalkommission der böhmischen Statthalterei. Er war Förderer gewerblicher und landwirtschaftlicher Ausstellungen und Leiter der österreich-ungarischen Abteilung bei den Weltausstellungen 1851 in London und 1855 in Paris.
1854 erhielt er das Ritterkreuz des Franz-Joseph-Ordens, Auszeichnungen für Wissenschaft und Kunst, und war korrespondierendes Mitglied der kaiserlichen Akademie der Wissenschaften in Wien, Inhaber der k. k. österr. großen goldenen Medaille für Wissenschaften und Künste und Mitglied der königl. böhmischen Gesellschaft der Wissenschaften in Prag.

## Werke (Auswahl)
- Ueber Schwefelsäure und ihre Anwendbarkeit für technische Zweke. In: Monatschrift der Gesellschaft des vaterländischen Museums in Böhmen. Jg. 2, August 1828, S. 145–150.
- Ueber die Erzeugung des Bleizukers mit Holzsäure im Großen. In: Monatschrift der Gesellschaft des vaterländischen Museums in Böhmen. Jg. 2, October 1828, S. 330–335.
- Die sacharometrische Bierprobe. In: Hessler (Hrsg.): Mittheilungen des Vereins zur Ermunterung des Gewerbegeistes in Böhmen. 1843, S. 263–278, 313–329, 355–370 und 387–395.
- Die graphische und tabellarische Auflösung der sacharometrischen Bierprobe. 1843 (Schoellhorn 477).
- Die Malz-Kartoffel-Stärkemehl-Bierbrauerei. J. G. Calve, Prag 1844 (Schoellhorn 476).
- Der Getreidestein (Zeilithoid) und seine Anwendung zur Biererzeugung auf kaltem Wege. 1845 (Schoellhorn 480).
- Die Gährungschemie. 3 Bände. F. Tempsky, Prag 1845 (Band 1 Digitalisat, Band 2 Digitalisat, Band 3 Digitalisat – Schoellhorn 1112).
- Die Malz-Getreide-Bierbrauerei und die belgische Brauart. G. Haase Söhne, Prag 1845 (Schoellhorn 486).
- Die graphische und tabellarische Auflösung der sacharometrischen Bierprobe. 2. Auflage. Prag 1846 (Schoellhorn 495).
- Die sacharometrische Bier- und Branntweinmaischprobe. J. G. Calve, Prag 1846 (techlib.cz – Schoellhorn 496).
- Die graphische und tabellarische Auflösung der sacharometrischen Bierprobe. 3. Auflage. J. G. Calve, Prag 1848 (techlib.cz – Schoellhorn 504).
- Die Eisenerzeugung in Böhmen. 1849 (Digitalisat).
- Anleitung zur Vornahme der sacharometrischen Bierprobe. Prag 1850 (Schoellhorn 511).
- Die Gährungschemie. 2 Bände (1853 und 1854). 2. Auflage. F. Tempsky, Prag (Schoellhorn 1116).
- Der Getreidestein (Zeilithoid) und seine Anwendung zur Biererzeugung auf kaltem Wege. 2. Auflage. G. Haase Söhne, Prag 1852 (Digitalisat – Schoellhorn 520).
- Der Getreidestein (Zeilithoid) und seine Anwendung zur Biererzeugung auf kaltem Wege. 3. Auflage. J. G. Heubner, Wien 1853 (Schoellhorn 527).
- Die Gärungschemie. 4 Bände. 3. Auflage. F. Tempsky, Prag 1865 (Schoellhorn 1117).
- Die Bierbrauerei. 2 Bände. 3. Auflage. F. Tempsky, Prag 1865 (eigentlich 2 Bände der Gährungschemie).